# Magnettreibscheibe
Als Magnettreibscheibe (MTS) wird eine Treibscheibe bezeichnet, bei der durch Integration von Permanentmagneten in die Rillenkonstruktion die Treibfähigkeit vergrößert wird.

## Aufbau

Abb. 1 Einzelmodul der Magnettreibscheibe mit Polscheiben 1, darüberlaufendem Drahtseil 2, Magneten 3 und Distanzscheibe 4

Magnettreibscheiben, wie in Abbildung 1 gezeigt, bestehen aus {\displaystyle 2n\left(n\in \mathbb {N} \right)} Polscheiben, die durch {\displaystyle 2n-1\left(n\in \mathbb {N} \right)} Distanzscheiben getrennt sind, und Permanentmagneten, die zwischen den Polscheiben am Umfang der Treibscheibe verteilt eingesetzt werden. Durch diese Anordnung entsteht ein magnetischer Kreis, der über das Drahtseil in der Rille der MTS geschlossen wird. Darüber hinaus definieren die beiden Polscheiben die Form der Treibscheibenrille. Im Ergebnis entsteht eine magnetische Kraftwirkung, die durch die resultierende zusätzliche Pressung, die Kraftübertragung zwischen Drahtseil und Rille erhöht. Damit liegt eine erhöhte, lastabhängige Treibfähigkeit vor. Die Treibfähigkeit ist wie bei der klassischen Treibscheibe (kTS) mit dem Verhältnis der beiden Seilkräfte definiert.(vgl.) Durch Kombination mehrerer Einzelmodule axial hintereinander ist die Realisierung einer mehrrilligen Treibscheibe, wie sie z. B. im Treibscheibenaufzug mit Gegengewicht Anwendung findet, möglich. Die Magnettreibscheibe gestattet in Verbindung mit einer seilschonenden Rundrille eine höhere Lebensdauer der Drahtseile bei gleichzeitig gesteigerter Treibfähigkeit. Mit einer höheren Treibfähigkeit lassen sich in einem Aufzugsystem mit Gegenmasse die Masse des Gegengewichtes und der Kabine reduzieren. Dies wiederum ermöglicht die Reduzierung der Drahtseilanzahl sowie die Verringerung des zum Beschleunigen notwendigen Antriebsmomentes. Weitere Anwendungen sind beispielsweise Elektrozüge, Rangier- und Havariewinden und Kranhubwerke.

## Funktionsweise
Das Funktionsprinzip der Magnettreibscheibe beruht auf einem magnetischen Kreis, der über das Drahtseil geschlossen wird. Demzufolge müssen die Polscheiben eine gute magnetische Leitfähigkeit aufweisen, was durch den Einsatz von ferromagnetischen Stoffen erfüllt wird. Die Distanzscheibe hingegen muss als schlechter magnetischer Leiter bzw. guter Widerstand ausgeführt werden. Hierfür eignen sich paramagnetische oder diamagnetische Stoffe.

## Treibfähigkeit

Abb. 2 Seilkräfte an der Magnettreibscheibe a) und infinitesimaler Ausschnitt b)

Die entscheidende Eigenschaft für eine Treibscheibe ist die Treibfähigkeit. Die Treibfähigkeit ist die Erhöhung der übertragbaren Umfangskraft {\displaystyle F_{1}/F_{2}} in Abhängigkeit vom Reibwert {\displaystyle \mu } (aus Werkstoffkombination und Rillenform) und Umschlingungswinkel {\displaystyle \alpha =\alpha _{2}-\alpha _{1}} (vgl. Abb. 2a). Bei der Magnettreibscheibe kommen darüber hinaus die magnetische Kraftwirkung, modelliert in der Streckenlast {\displaystyle q_{\text{m}}}, der Treibscheibenradius {\displaystyle r_{\text{TS}}} und die Vorspannkraft {\displaystyle F_{2}} hinzu.

### Herleitung der erhöhten Treibfähigkeit
Im Folgenden werden analog zur Herleitung der Eytelwein’schen Gleichung die Verhältnisse an der Magnettreibscheibe dargestellt. Mit der Annahme, dass die Seilkraft {\displaystyle F_{1}} größer als die Kraft {\displaystyle F_{2}} ist, ergibt sich die modellhafte Darstellung nach Abbildung 2 a). Die Treibscheibe ist in ihrem Mittelpunkt gelagert und das Seil läuft auf dem Umfang. Dabei wird die Magnetkraft als Streckenlast {\displaystyle q_{\text{m}}} angenommen. Für das Kräftegleichgewicht in x- und y-Richtung ergeben sich mit dem infinitesimalen Freischnitt aus Abbildung 2 b), den Winkeln der Seilauflagepunkte {\displaystyle \alpha _{1}} sowie {\displaystyle \alpha _{2}}, der tangentialen {\displaystyle F_{\text{t}}} und normalen Kraft {\displaystyle F_{\text{n}}} sowie den jeweiligen differenziellen Größen:
{\displaystyle {\begin{aligned}\sum ^{\rightarrow }F_{x}=0:\quad &\left(F+dF\right)\cos {\frac {d\alpha }{2}}-F\cos {\frac {d\alpha }{2}}-dF_{\text{t}}=0\\&dF\cos {\frac {d\alpha }{2}}-dF_{\text{t}}=0\\\sum ^{\rightarrow }F_{y}=0:\quad &\left(F+dF\right)\sin {\frac {d\alpha }{2}}+F\sin {\frac {d\alpha }{2}}-dF_{\text{n}}+q_{\text{m}}Rd\alpha =0\\&\left(2F+dF\right)\sin {\frac {d\alpha }{2}}-dF_{\text{n}}+q_{\text{m}}Rd\alpha =0.\end{aligned}}}
Beide Gleichgewichtsbedingungen sind über das Amontons’sche Gesetze, das als Coulomb’sches Gesetz bekannt ist,
{\displaystyle dF_{\text{t}}=\mu dF_{\text{n}}}
mit dem Reibungskoeffizient {\displaystyle \mu } verbunden und ergeben eingesetzt:
{\displaystyle dF\cos {\frac {d\alpha }{2}}-\mu (2F+dF)\sin {\frac {d\alpha }{2}}+\mu q_{\text{m}}Rd\alpha =0.}
Unter der Annahme kleiner Winkel und Vernachlässigung von Differenzialen höherer Ordnung lässt sich diese zusammenfassen:
{\displaystyle {\begin{aligned}dF-\mu Fd\alpha -\mu q_{\text{m}}r_{\text{TS}}d\alpha &=0.\end{aligned}}}
Durch Trennung der Veränderlichen und anschließendes Integrieren entsteht:
{\displaystyle {\begin{aligned}\int \limits _{F_{\text{2}}}^{F_{\text{1}}}{\frac {dF}{F+q_{\text{m}}r_{\text{TS}}}}&=\mu \int \limits _{\alpha _{\text{1}}}^{\alpha _{\text{2}}}d\alpha \\ln\left|{\frac {F_{1}+q_{\text{m}}r_{\text{TS}}}{F_{\text{2}}+q_{\text{m}}r_{\text{TS}}}}\right|&=\mu (\alpha _{\text{2}}-\alpha _{\text{1}})=\mu \alpha \\F_{\text{1}}&=F_{\text{2}}\cdot e^{\mu \alpha }+q_{\text{m}}r_{\text{TS}}(e^{\mu \alpha }-1).\end{aligned}}}
Die Bedingung, dass kein Rutschen auftritt, lautet für die MTS:
{\displaystyle {\begin{aligned}F_{\text{2}}\cdot e^{-\mu \alpha }+q_{\text{m}}r_{\text{TS}}(e^{-\mu \alpha }-1)&\leq F_{\text{1}}\leq F_{\text{2}}\cdot e^{\mu \alpha }+q_{\text{m}}r_{\text{TS}}(e^{\mu \alpha }-1).\end{aligned}}}
Zu erkennen ist, dass der Kraftverstärkungs- bzw. Verringerungsterm um den Faktor {\displaystyle q_{\text{m}}r_{\text{TS}}(e^{\mu \alpha }-1)} größer bzw. {\displaystyle q_{\text{m}}r_{\text{TS}}(e^{-\mu \alpha }-1)} kleiner ist als bei der kTS und damit ein größeres Verhältnis der beiden Kräfte ohne Rutschen befördert werden kann. Für die Treibfähigkeit (mit {\displaystyle F_{\text{1}}\geq F_{\text{2}}}) ergibt sich, dass diese wie oben beschrieben von der Kraft {\displaystyle F_{\text{2}}} selbst abhängt:
{\displaystyle {\begin{aligned}{\frac {F_{\text{1}}}{F_{\text{2}}}}&=e^{\mu \alpha }+{\frac {q_{\text{m}}r_{\text{TS}}(e^{\mu \alpha }-1)}{F_{\text{2}}}}.\end{aligned}}}
Insgesamt ist die Treibfähigkeit der Magnettreibscheibe für ansonsten gleiche Parameter und ein {\displaystyle q_{\text{m}}>0} größer als die der konventionellen Treibscheibe.

## Beispiel

Abb. 3 Beispiel eines Aufzuges in 2:1-Aufhängung als freigeschnittene Darstellung

Für das Beispiel wird ein Aufzug in 2:1-Aufhängung mit {\displaystyle 2000\,{\text{kg}}} Nutzmasse wie in Abbildung 3 gezeigt herangezogen (vgl.). Zur Dimensionierung sind die Seilkräfte {\displaystyle F_{1}} und {\displaystyle F_{2}} relevant.
{\displaystyle {\begin{aligned}F_{\text{1}}&=\left(\underbrace {m_{\text{K}}} _{P+Q}+2m_{\text{sp}}(h-s_{\text{K}})\right)\left({\frac {g}{2}}+{\frac {{\ddot {s}}_{\text{K}}}{2}}\right)\\F_{\text{2}}&=(\underbrace {m_{\text{G}}} _{P+Q_{\text{max}}/2}+2m_{\text{sp}}s_{\text{K}})\left({\frac {g}{2}}-{\frac {{\ddot {s}}_{\text{K}}}{2}}\right)\end{aligned}}}
Darüber hinaus werden die in der folgenden Tabelle dargestellten Größen angesetzt:
| Größe                                     | Wert und Einheit |
| ----------------------------------------- | --- |
| Erdbeschleunigung:                        | {\displaystyle g=9{,}81\,{\frac {\text{m}}{{\text{s}}^{2}}}} |
| Kabinenbeschleunigung bzw. -Verzögerung:  | {\displaystyle {\ddot {s}}_{\text{K}}=1\,{\frac {\text{m}}{{\text{s}}^{2}}}} bzw. {\displaystyle {\ddot {s}}_{\text{K}}=-1\,{\frac {\text{m}}{{\text{s}}^{2}}}} |
| Aufzugförderhöhe:                         | {\displaystyle h=30\,{\text{m}}} |
| Aufhängungsart:                           | {\displaystyle 2:1} |
| Nutzmasse:                                | {\displaystyle Q_{\text{max}}=2000\,{\text{kg}}} |
| Treibscheibenumschlingungswinkel:         | {\displaystyle \alpha =\pi } |
| Treibscheibenradius:                      | {\displaystyle r_{\text{TS}}=0{,}265\,{\text{m}}} |
| Erforderliche Sicherheit gegen Seilbruch: | {\displaystyle 12} |
| Drahtseilduchmesser:                      | {\displaystyle 13\,{\text{mm}}} |
| Mindestbruchkraft des Drahtseiles:        | {\displaystyle 111{,}6\,{\text{kN}}} |
| Spezifische Drahtseilmasse:               | {\displaystyle m_{\text{sp}}=0{,}723\,{\frac {\text{kg}}{\text{m}}}}                                                                                            |

In den Systemen mit klassischer Treibscheibe und Magnettreibscheibe unterscheiden sich der Reibwert der Rille und die bei der MTS hinzugekommene magnetische Streckenlast. Für die kTS wird ein Wert von {\displaystyle \mu =0{,}18} und für die MTS ein seilschonenderer Wert von {\displaystyle \mu =0{,}15} angesetzt. Der Wert für die magnetische Steckenlast beträgt entsprechend {\displaystyle q_{\text{m}}=13\,{\frac {\text{kN}}{\text{m}}}=13{\frac {\text{N}}{\text{mm}}}.}
| Größe                    | klassische Treibscheibe                                       | Magnettreibscheibe                                             |
| ------------------------ | ------------------------------------------------------------- | -------------------------------------------------------------- |
| Reibwert (der Rille)     | {\displaystyle \mu =0{,}18}                                   | {\displaystyle \mu =0{,}15}                                    |
| Magnetische Streckenlast | {\displaystyle q_{\text{m}}=0\,{\frac {\text{kN}}{\text{m}}}} | {\displaystyle q_{\text{m}}=13\,{\frac {\text{kN}}{\text{m}}}} |

### Ergebnis

Abb. 4 Visualisierung der Verhältnisse an der Treibscheibe am Beispiel.

Das Ergebnis lässt sich mit Abbildung 4 darstellen. Es ist das Seilkraftverhältnis {\displaystyle F_{1}/F_{2}} (Treibfähigkeit) über der Kraft {\displaystyle F_{2}} pro Seil dargestellt. Die Sicherheit gegen die Mindestbruchkraft (Sicherheitsgrenze der Tragseile) ist von den real auftretenden Lasten, repräsentiert durch den jeweiligen Arbeitsbereich {\displaystyle F_{1}(Q;s_{\text{K}};{\ddot {s}}_{\text{K}})/F_{2}(s_{\text{K}};{\ddot {s}}_{\text{K}})}, einzuhalten. In der Abbildung bedeutet dies, dass die Arbeitsbereiche sich innerhalb der blauen Begrenzung befinden müssen. Darüber hinaus müssen diese für eine korrekte Dimensionierung innerhalb des jeweiligen Treibfähigkeitsbereiches liegen. In der Abbildung wird auch deutlich, das der Treibfähigkeitsbereich der Magnettreibscheibe von der Kraft {\displaystyle F_{2}} abhängt, im Gegensatz zur kTS wo dieser konstant ist. Im Treibfähigkeitsbereich {\displaystyle F_{1}/F_{2}\leq 1} ist {\displaystyle F_{2}} die kleinere der beiden Seilkräfte und die oben dargestellte untere Treibfähigkeitsgrenze kommt zum Tragen.
Es ergeben sich, wie in der nachfolgend dargestellten Tabelle gezeigt, Masseeinsparungen von {\displaystyle 2290\,{\text{kg}}} in Kabine und Gegengewicht. Darüber hinaus kann die Anzahl der Tragseile von 4 auf 3 reduziert werden.
| Größe              | klassische Treibscheibe           | Magnettreibscheibe                | Differenz                          |
| ------------------ | --------------------------------- | --------------------------------- | ---------------------------------- |
| Kabinenmasse       | {\displaystyle 2820\,{\text{kg}}} | {\displaystyle 530\,{\text{kg}}}  | {\displaystyle -2290\,{\text{kg}}} |
| Gegengewichtsmasse | {\displaystyle 3830\,{\text{kg}}} | {\displaystyle 1540\,{\text{kg}}} | {\displaystyle -2290\,{\text{kg}}} |
| Seilanzahl         | {\displaystyle 4}                 | {\displaystyle 3}                 | {\displaystyle -1}                 |

Zusammengefasst ermöglicht der Einsatz der Magnettreibscheibe einen deutlich geringeren Materialeinsatz in Kabine und Gegengewicht. Einen Ansatz dies zu realisieren lieferten Gude und Hufenbach bzw. Thumm. Zusätzlich kann im Beispiel ein Drahtseil eingespart werden, womit sich der Arbeitsaufwand bei einem Seilwechsel reduziert. Auch kann durch die seilschonendere Rillengestaltung der Magnettreibscheibe das Wechselintervall der Seile vergrößert werden. Es sind darausfolgend Vorteile bei der Herstellung sowie im Betrieb einer Aufzuganlage mit Magnettreibscheibe festzustellen.